# Осек-Гродковський
Осек-Гродковський (пол. Osiek Grodkowski, нім. Osseg) — село в Польщі, у гміні Гродкув Бжезького повіту Опольського воєводства.
Населення — 383 особи (2011).

## Демографія
Демографічна структура станом на 31 березня 2011 року:
|          | Загалом | Допрацездатний вік | Працездатний вік | Постпрацездатний вік |
| -------- | ------- | ------------------ | ---------------- | -------------------- |
| Чоловіки | 192     | 51                 | 131              | 10                   |
| Жінки    | 191     | 40                 | 118              | 33                   |
| Разом    | 383     | 91                 | 249              | 43                   |